# Sofiane Hanni
Sofiane Hanni (arabisch سفيان هاني, DMG Sufyān Hānī; * 29. Dezember 1990 in Ivry-sur-Seine) ist ein französisch-algerischer Fußballspieler, der im Mittelfeld für den al-Gharafa Sports Club spielt.

## Karriere

### Frankreich
Hanni kam 1986 in Ivry-sur-Seine als Sohn algerischer Einwanderer auf die Welt. Das Fußballspielen erlernte er hier als Straßenfußballer und in den Jugendmannschaften von US Ivry und AC de Boulogne-Billancourt. 2005 wurde er dann von den Talentjägern des FC Nantes entdeckt und in deren Jugend transferiert. 2009 wurde er bei diesem Verein in den Profikader aufgenommen und absolvierte in zwei Spielzeiten fünf Ligabegegnungen.

### Türkei
Zur Saison 2011/12 wechselte er von FC Nantes zum türkischen Zweitligisten Kayseri Erciyesspor. Hier gehörte er mit zehn Toren in 32 Ligapartien zu den Shootingstars der Saison. In der Saison feierte er mit seiner Mannschaft die Zweitligameisterschaft und damit den direkten Aufstieg in die Süper Lig.
In der letzten Woche der türkischen Sommertransferperiode wurde Hanni an den Zweitligisten Balıkesirspor ausgeliehen. Dieser Wechsel kam später nicht zustande. Nachdem der Wechsel zu Balıkesirspor nicht zustande gekommen war, wechselte Hanni zu Ankaraspor und wird hier mit Osman Özköylü, seinem letzten Trainer bei Erciyesspor, zusammenarbeiten.

### Belgien
Im Sommer 2014 verließ er mit seinem Vertragsende die Türkei und wechselte in die belgische Erste Division zu KV Mechelen. Nachdem er dort zwei Jahre lang gespielt hatte, wechselte er zum RSC Anderlecht. Er erhielt dort einen Vertrag über vier Jahre.

### Russland
Ende Januar 2018 verließ Hanni den RSC Anderlecht und wechselte mit einer neuen Vertragslaufzeit von drei Jahren zum russischen Verein Spartak Moskau, der in der Premjer-Liga, der obersten russischen Liga, spielt.

### Katar
Zur Saison 2019/20 wechselte er zu Al-Gharafa Sports Club in Katar, der in der dortigen obersten Liga, der Qatar Stars League, spielt.

## Nationalmannschaft
Hanni gehörte dem Kader der algerischen Nationalmannschaft beim Afrika-Cup 2017 an und spielte in zwei von drei Gruppenspielen. Nach der Gruppenphase schied Algerien bei diesem Turnier aus. Er spielte auch in drei von vier Gruppenspielen im Rahmen der Qualifikation zur Weltmeisterschaft 2018. Als letzter seiner Qualifikationsgruppe schied Algerien aus.
Sein bisher letztes Länderspiel hatte Hanni am 27. März 2018 im Rahmen eines Freundschaftsspiels gegen den Iran.

## Erfolge
Mit Kayseri Erciyesspor
- Meister der TFF 1. Lig und Aufstieg in die Süper Lig: 2012/13

Mit dem RSC Anderlecht
- Belgischer Meister: 2016/17

## Auszeichnungen
- Ebbenhouten Schoen (deutsch Ebenholz-Schuh, Auszeichnung für den besten Fußballer afrikanischer Herkunft in der Ersten Division Belgiens): Saison 2015/16